# Доњи Кранчићи
Доњи Кранчићи су насељено мјесто у општини Прозор-Рама, Босна и Херцеговина.

## Становништво
|         | 2013.       | 1991.         |
| Укупно  | 50 (100,0%) | 156 (100,0%)  |
| Бошњаци | 33 (66,00%) | 137 (87,82%)1 |
| Хрвати  | 17 (34,00%) | 19 (12,18%)   |

1. 1 На пописима од 1971. до 1991. Бошњаци су пописивани углавном као Муслимани.